# Peter Hujar’s Day
Peter Hujar’s Day ist ein US-amerikanischer Spielfilm von Ira Sachs aus dem Jahr 2025. Das Drama basiert auf dem gleichnamigen biografischen Buch der Autorin Linda Rosenkrantz über ihr Zusammentreffen mit dem Fotografen Peter Hujar (1934–1987). Die Hauptrollen übernahmen Ben Whishaw und Rebecca Hall. Das Werk wurde am 27. Januar 2025 im Rahmen des Sundance Film Festivals uraufgeführt. In Deutschland wird Peter Hujar’s Day einen Monat später im Programm der Internationalen Filmfestspiele Berlin (Berlinale) zu sehen sein.

## Handlung
New York City an einem Dezembertag im Jahr 1974: Peter Hujar sucht die Autorin Linda Rosenkrantz in ihrem Apartment in der 94th Street auf. Er wird von ihr gebeten, minutiös alles zu protokollieren, was er am 18. Dezember gemacht hat.

## Veröffentlichung
Peter Hujar’s Day wurde am 27. Januar 2025 beim 41. Sundance Film Festival uraufgeführt. Dort war das Werk in die Sektion Premieres eingeladen worden. Einen Monat später erlebte Sachs’ Film im Programm der Internationalen Filmfestspiele Berlin in der Sektion Panorama seine Europa-Premiere.